# Chloranthaceae
Famille
Classification APG III (2009)
Les Chloranthaceae (ou Chloranthacées en français) sont une famille de plantes à fleurs (Angiospermes) de divergence ancienne.

## Étymologie
Le nom vient du genre type Chloranthus lui même issu du grec ancien χλωρός / chlôros, « vert pâle, jaune pâle » et ἄνθος / anthos, fleur.

## Description
Ce sont des arbres, des arbustes ou des plantes herbacées annuelles ou pérennes, des régions subtropicales à tropicales d'Amérique du Sud, d'Asie du Sud-Est et de Malaisie.

## Classification
La classification phylogénétique la place parmi les familles de divergence ancienne présentant des caractères d'angiospermes primitives.
Le Angiosperm Phylogeny Website [23 janvier 2009] place cette famille dans l'ordre Chloranthales, choix qui a été confirmée par la classification phylogénétique APG III (2009).

## Liste des genres
Selon Angiosperm Phylogeny Website (28 mars 2010) et NCBI (28 mars 2010) :
- genre Ascarina (en) J.R.Forst. & G.Forst.
- genre Chloranthus (en) Sw.
- genre Hedyosmum (en) Sw.
- genre Sarcandra (en) Gardner

Selon DELTA Angio (28 mars 2010) :
- genre Ascarina
- genre Ascarinopsis
- genre Chloranthus
- genre Hedyosmum
- genre Sarcandra

Selon ITIS (28 mars 2010) :
- genre Ascarina J.R. & G. Forst.
- genre Hedyosmum Sw.